# Puccinia persistens
Puccinia persistens ist eine Ständerpilzart aus der Ordnung der Rostpilze (Pucciniales). Der Pilz ist ein Endoparasit von Wiesenrauten und Quecken. Symptome des Befalls durch die Art sind gelbe Rostflecken und Pusteln auf den Blattoberflächen der Wirtspflanzen. Das Verbreitungsgebiet umfasst Nordeuropa bis zu den Alpen.

## Merkmale
Puccinia persistens ist mit bloßem Auge nur anhand der auf der Oberfläche des Wirtes hervortretenden Sporenlager zu erkennen. Sie wachsen in Nestern, die als gelbliche bis braune oder schwärzliche Flecken und Pusteln auf den Blattoberflächen erscheinen.
Das Myzel von Puccinia persistens wächst wie bei allen Puccinia-Arten interzellulär und bildet Saugfäden, die in das Speichergewebe des Wirtes wachsen. Ihre Pyknien sind kugelig und eingesenkt. Die Aecien der Art wachsen in oberseitig violetten, unterseitig gelblichen Gruppen. Sie besitzen stumpfpolyedrische ellipsoide Aecidiosporen von 19–30 × 17–20 µm, die farblos und warzig sind. Die Uredien sind klein, rund bis länglich und orangefarben auf gelbem Grund. Ihre Uredosporen sind rundlich, 20–30 × 20–30 µm groß und stachelwarzig. Die Telien der Art sind strichförmig, schwarz und lange bedeckt. Die Teleutosporen sind zweizellig, variabel geformt und 30–56 × 12–22 µm groß. Sie sind bräunlich, ein Stiel ist kaum vorhanden.

## Verbreitung
Puccinia persistens besitzt ein Verbreitungsgebiet, das sich über Nordeuropa und die Alpen erstreckt.

## Ökologie
Die Wirtspflanzen von Puccinia persistens sind als Haplont Wiesenrauten (Thalictrum spp.) sowie Quecken (Agropyron spp.) für den Dikaryonten. Der Pilz ernährt sich von den im Speichergewebe der Pflanzen vorhandenen Nährstoffen, seine Sporenlager brechen später durch die Blattoberfläche und setzen Sporen frei. Die Art verfügt über einen Entwicklungszyklus mit Pyknien, Uredien, Telien und Aecidien.